# Katzenstein bei Marborn
Katzenstein bei Marborn este o arie protejată (arie specială de conservare — SAC, sit de importanță comunitară — SCI) din Germania întinsă pe o suprafață de 2,3 ha, integral pe uscat.

## Localizare
Centrul sitului Katzenstein bei Marborn este situat la coordonatele 50°19′02″N 9°24′08″E / 50.3172°N 9.4022°E.

## Înființare
Situl Katzenstein bei Marborn a fost declarat sit de importanță comunitară în noiembrie 2004 pentru a proteja un număr necunoscut de specii din flora spontană și fauna sălbatică aflate în arealul zonei. Situl a fost protejat și ca arie specială de conservare în martie 2008.

## Biodiversitate
Situată în ecoregiunea continentală, aria protejată conține 2 habitate naturale: Pajiști uscate seminaturale și facies de acoperire cu tufișuri pe substraturi calcaroase (Festuco-Brometalia) (* situri importante pentru orhidee), Păduri de fag Asperulo-Fagetum.
La baza desemnării sitului se află un număr nedeclarat de specii protejate.